# Альтенрода
Альтенрода (нем. Altenroda) — община в Германии, в земле Саксония-Анхальт. 
Входит в состав района Бургенланд. Подчиняется управлению Ан дер Финне.  Население составляет 567 человек (на 31 декабря 2006 года). Занимает площадь 14,34 км².
Община подразделяется на 3 сельских округа.